# Tranekær
Tranekær é um antigo município da Dinamarca, localizado na região central, no condado de Fiónia.
O município tem uma área de 107 km² e uma  população de 3 467 habitantes, segundo o censo de 2005.